# Wanimagazine
Wanimagazine, formalmente denominada como Wanimagazine Co., Ltd. (株式会社ワニマガジン社 Kabushiki Gaisha Wani Magajin-sha?) es una editorial japonesa fundada el 10 de septiembre de 1971. Con sede principal en Shinjuku, Tokio, se especializa principalmente en manga hentai.

## Comic Kairakuten
Comic Kairakuten (COMIC快楽天?) es una de las revistas publicadas por Wanimagazine, siendo además la publicación mensual más vendida de Japón dentro de la categoría de manga erótico. La primera edición se publicó en 1995, comenzando como un manga mensual con contenido tanto erótico como también de otros géneros, aunque con el tiempo la revista se enfocó cada vez más en contenido de manga para adultos.
Actualmente Comic Kairakuten se comercializa principalmente en tiendas de conveniencia, y desde 2014 también está disponible en versión digital. Se publica el día 29 de cada mes, a menos que sea domingo o feriado, en cuyo caso suele publicarse entre el 27 y el 30 de ese mes.

## Artistas destacados
A lo largo de los años muchos ilustradores y artistas de manga famosos, incluyendo a LINDA, Keito Koume, Hanaharu Naruco, Napata, Key, Michiking y Homunculus, han colaborado con ilustraciones para la revista. Murata Range fue el autor de varias de las primeras portadas, y en la actualidad continúa ilustrando cada mes para la revista dentro de una sección especial titulada futuregraph.

## Distribución internacional
En 2015 la editorial FAKKU comenzó a publicar fuera de Japón una versión en inglés de Comic Kairakuten, junto a un spin-off exclusivo para adultos denominado X-EROS. Estas fueron las primeras revistas mensuales de manga erótico que se publicaron oficialmente en inglés, siendo además publicadas el mismo día que el original en japonés, lo que las convierte también en las primeras revistas mensuales de manga hentai que se publican simultáneamente en un idioma distinto del japonés.
La versión en japonés de la revista también se encuentra distribuye en Hong Kong, Taiwán, Singapur y Malasia a través de la plataforma de la revista Komiflo.

## Publicaciones

### Manga
- Comic Kairakuten (COMIC快楽天?)[3]
- Comic Kairakuten BEAST (COMIC快楽天ビースト Komikku Kairakuten Bīsuto?)[3]
- Comic Shitsurakuten (COMIC失楽天?)[3]
- Comic Hana-Man (COMIC華漫?)[3]
- Hana-Man Gold (華漫GOLD?)[3]
- Comic X-Eros[2]
- Manga Pachislot Fighter (漫画パチスロファイター Manga Pachisuro Faitā?)[4]
- Quarterly Gelatin (季刊GELATIN Kikan Gelatin?, desde febrero del 2009 a agosto del 2011)[5][6]
- Hime (ひめ?  desde agosto del 2011)[6]
- Wani-Bites (en inglés; iBooks; desde 2014)[7]

### Gravure
- Chu (Chuッ?)[4]
- Chu Special (Chuッ　スペシャル Chu Supesharu?)[4]
- Yha! Hip&Lip[4]